# Zio Paperone e i terremotari
Zio Paperone e i terremotari (Land Beneath the Ground!) è una storia a fumetti scritta e disegnata da Carl Barks, pubblicata per la prima volta nel marzo 1956 sul n. 13 della rivista statunitense Uncle Scrooge. In Italia è stata pubblicata per la prima volta il 22 luglio 1956 sul n. 29 degli Albi d'Oro. La storia è nota in Italia anche con i titoli Paperino e i terremotari e Zio Paperone all'interno della Terra.

## Trama
Zio Paperone, Paperino e i nipotini scoprono l'esistenza di un'immensa città sotterranea (che si estende sotto tutta la crosta terrestre), conosciuta con il nome di Terry Fermy, abitata da due popolazioni di creature simili a grosse palle rimbalzanti, chiamate Terrini e Fermini; questi sono la causa dei terremoti nel mondo.

## Adattamento televisivo
Nel 1987 la storia fu adattata per l'episodio numero 29 della serie televisiva DuckTales - Avventure di paperi, conosciuto in Italia con il nome di "Paperremoto". 
Nel reboot del 2017, i Terrini e Fermini, rinominati "Terrifermini" riappaiono nell'episodio "Avventure nel sottosuolo". 

## Citazioni in altre storie
Nella storia Zio Paperone e il solvente universale (la quale contiene varie citazioni a Zio Paperone e i terremotari), del fumettista Don Rosa, appaiono nuovamente i Terrini e i Fermini mentre i Paperi scappano attraverso Terry Fermy mentre fuggono dal magma del nucleo della Terra.
Gli stessi Terrini e Fermini riappaiono in Zio Paperone e l'ultima avventura, in cui le loro gallerie vengono invase dalla spazzatura delle industrie di Famedoro. Paperone e Paperino, nel loro ritorno in superficie dal concilio delle Streghe, li rincontrano e, mettendo una pietra sopra i loro dissapori passati, si alleano per fermare l'inquinamento.
Ironicamente, la storia di Don Rosa doveva contenere delle vignette in cui Paperone ritrova la sua vecchia tuba (che nella storia di Barks fu presa dai terremotari come loro trofeo) per sostituire quella attuale schiacciata da un masso. La seconda storia permette a Paperone di riunirsi alla sua tuba originale per cementare l'amicizia tra i Paperi e i Terrini e Fermini.